# Sun Yiwen
Dans ce nom chinois, le nom de famille, Sun, précède le nom personnel.
Pour les articles homonymes, voir Sun.
Sun Yiwen (chinois simplifié : 孙一文 ; chinois traditionnel : 孫一文 ; née le 17 juin 1992) à Qixia, est une escrimeuse chinoise pratiquant l'épée.

## Biographie
Elle remporte le titre de championne du monde par équipes à Moscou en 2015.
Elle est médaillée de bronze à l'épée individuelle aux Jeux olympiques de 2016 à Rio de Janeiro. Après avoir été menée onze touches à sept durant la demi-finale, elle perd finalement au temps additionnel. Depuis ces olympiades, elle et l'équipe chinoise féminine d'épée sont entraînées par Hugues Obry dans un centre à Pékin.
Cinq ans plus tard, elle est médaillée d'or en épée individuelle aux Jeux olympiques d'été de 2020 après un assaut serré en finale face à Ana Maria Popescu (11-10). Sa performance lui vaut figurer dans le classement des 30 Under 30 de Forbes Chine et de recevoir la médaille du 4 mai de la jeunesse de la Chine (zh) et la médaille nationale du travail « 1er mai » (zh). Elle souffre toutefois de douleurs au genoux et aux vertèbres caudales après la compétition, ce qui l'empêche donc de s'entraîner jusqu'en octobre 2022. Elle reprend les compétitions à partir de janvier 2023.
Elle est la tête de file de la nouvelle équipe chinoise d'épée présentée aux Jeux asiatiques de 2022 (qui ont lieu en 2023) durant lesquels les performances de l'équipe sont considérées comme moyennes.

## Palmarès
- Jeux olympiques
  -  Médaille d'or individuel aux Jeux olympiques 2020 à Tokyo
  -  Médaille d'argent par équipes aux Jeux olympiques 2016 à Rio de Janeiro
  -  Médaille de bronze individuel aux Jeux olympiques 2016 à Rio de Janeiro
- Championnats du monde
  -  Médaille d'or par équipes aux championnats du monde 2015 à Moscou
  -  Médaille d'or par équipes aux championnats du monde 2019 à Budapest
  -  Médaille d'argent par équipes aux championnats du monde 2013 à Budapest
  -  Médaille d'argent par équipes aux championnats du monde 2017 à Leipzig
  -  Médaille de bronze par équipes aux championnats du monde 2018 à Wuxi
  -  Médaille de bronze individuel aux championnats du monde 2023 à Milan
- Championnats d'Asie
  -  Médaille d'or par équipes aux championnats d'Asie 2014 à Suwon
  -  Médaille d'or par équipes aux championnats d'Asie 2017 à Hong Kong
  -  Médaille d'or par équipes aux championnats d'Asie 2018 à Bangkok
  -  Médaille d'argent par équipes aux championnats d'Asie 2015 à Singapour
  -  Médaille d'argent par équipes aux championnats d'Asie 2016 à Wuxi
  -  Médaille d'argent en individuel aux championnats d'Asie 2017 à Hong Kong
  -  Médaille d'argent par équipes aux championnats d'Asie 2019 à Tokyo
  -  Médaille de bronze par équipes aux championnats d'Asie 2023 à Wuxi
- Jeux asiatiques
  -  Médaille d'or par équipes aux Jeux asiatiques de 2014 à Goyang
  -  Médaille d'or par équipes aux Jeux asiatiques de 2018 à Jakarta
  -  Médaille d'argent en individuel aux Jeux asiatiques de 2018 à Jakarta
  -  Médaille de bronze par équipes aux Jeux asiatiques de 2022 à Hangzhou

## Classement en fin de saison
| Année | 2013 | 2014 | 2015 | 2016 | 2017 | 2018 | 2019 | 2020 | 2021 | 2022 | 2023 |
| ----- | ---- | ---- | ---- | ---- | ---- | ---- | ---- | ---- | ---- | ---- | ---- |
| Rang  | 48   | 34   | 20   | 5    | 6    | 5    | 2    | 3    | 2    | 95   | 9    |